# Provincia de San Román

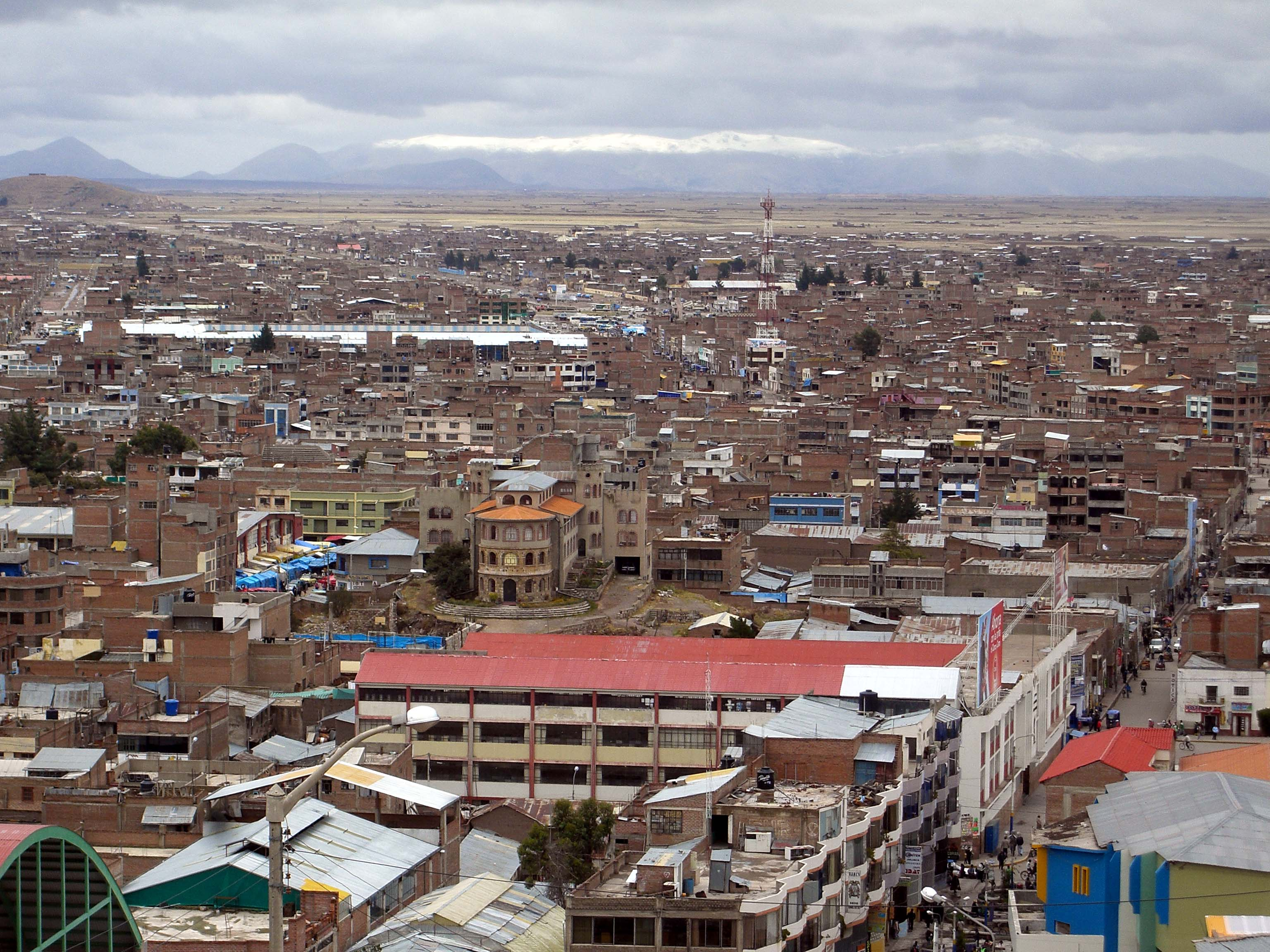
Juliaca, capital de la provincia de San Román

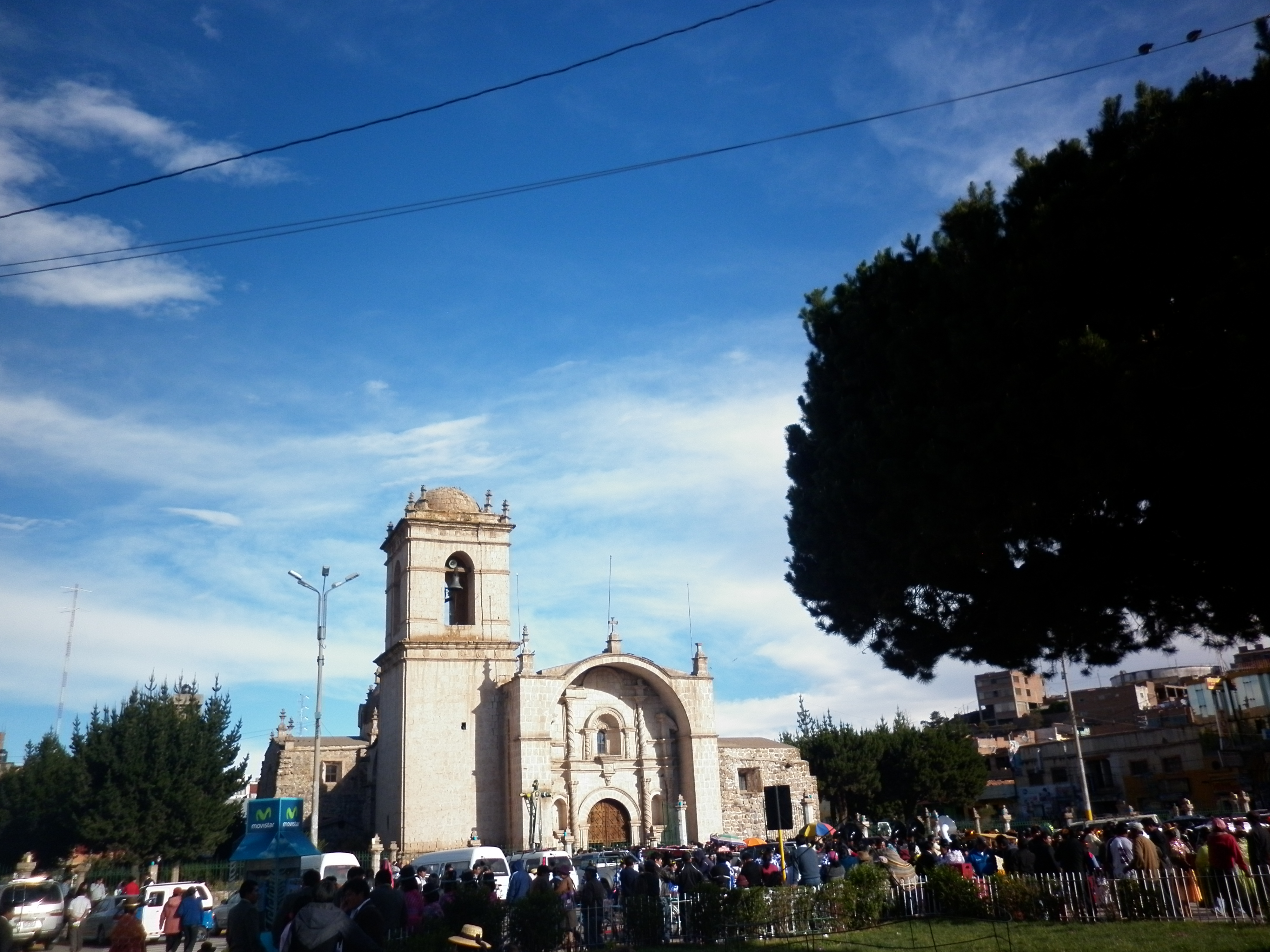
Plaza Mayor de Juliaca

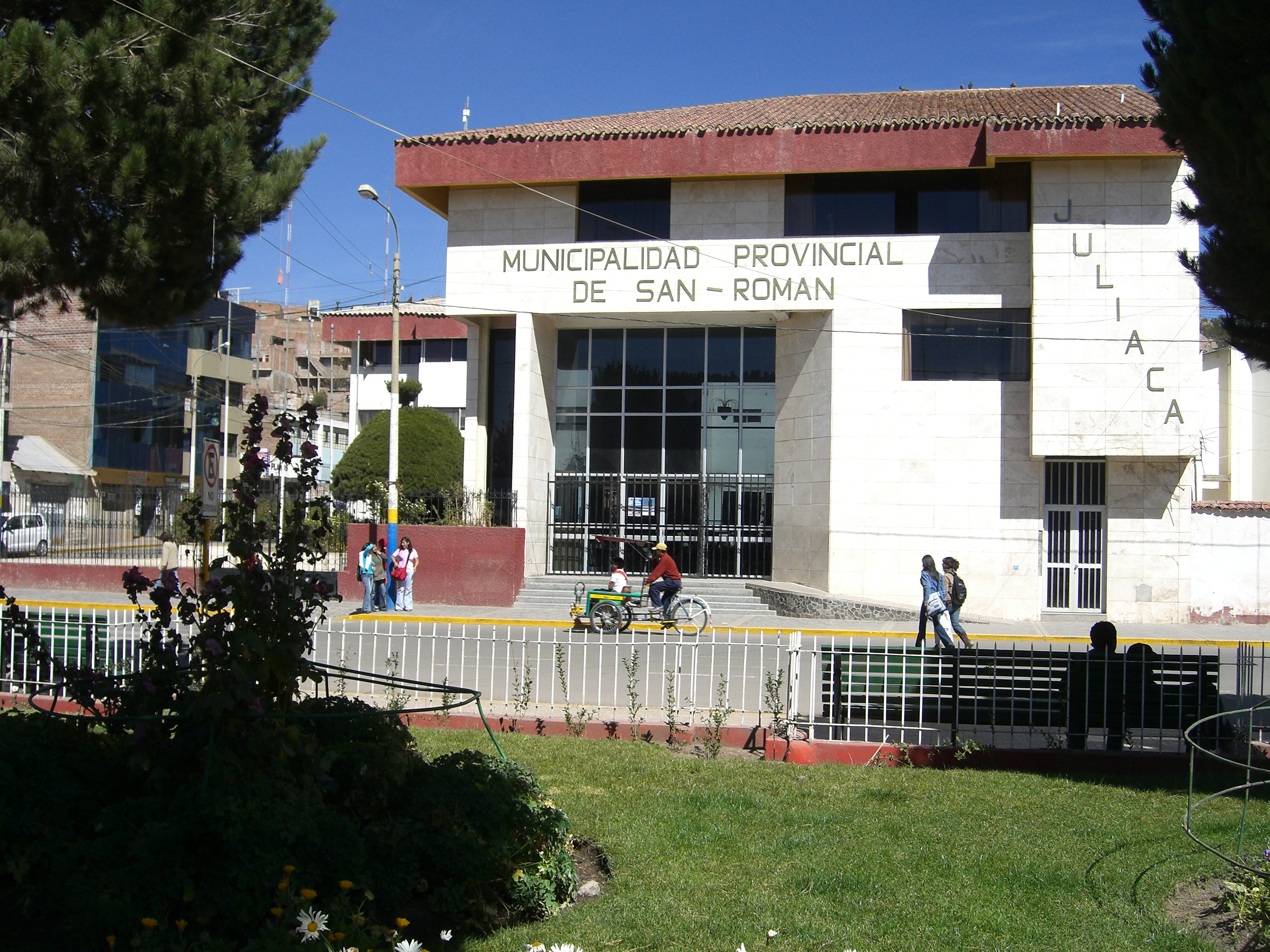
Sede de la alcaldía provincial de San Román

La provincia de San Román es una de las trece que conforman el departamento de Puno en el sur del Perú. Limita por el norte con las provincias de Azángaro y Lampa, por el este con la provincia de Huancané, al sur con la provincia de Puno y por el oeste con los departamentos de Arequipa y Moquegua.y 
Desde el punto de vista jerárquico de la Iglesia católica, Yforma parte de la diócesis de Puno, sufragánea de la arquidiócesis de Arequipa.

## Historia
Corresponde al antiguo Corregimiento de Cabana-Cabanillas.
La provincia de San Román fue creada por Ley n.º 5463, la misma que fue promulgada por el presidente de la república, Augusto Leguía, el 6 de septiembre de 1926. Lleva tal denominación en homenaje al ilustre puneño Miguel de San Román y Meza, quien fue presidente de la República del Perú entre los años 1862 y 1863.
Desde el 6 de septiembre de 1926, la provincia de San Román, formalmente, estaba constituida por cuatro distritos. Pero, el 28 de julio del 2016, el presidente de la república, Ollanta Humala, promulgó la Ley n.º 30492, ley que crea el nuevo distrito de San Miguel, el quinto distrito en la provincia puneña de San Román. Entonces, Juliaca, Caracoto, Cabanillas, Cabana y San Miguel. Es decir que, en la actualidad, la provincia de San Román tiene cinco distritos: Juliaca, con su capital Juliaca, que a su vez es capital de la provincia; Caracoto, con su capital, Caracoto; Cabana, con su capital, Cabana; Cabanillas, con su capital, Deustua, y San Miguel, con su capital, San Miguel.

## Geografía
Esta provincia tiene una extensión de 2277,63 km² y se encuentra en el lado noroeste del lago Titicaca y ocupa el 3,2 % de la superficie territorial del departamento de Puno o región Puno.
En 2007 tenía una población de 240 776 habitantes, la mayoría de los cuales reside en su ciudad capital Juliaca (225 146 habitantes). Además, la provincia concentra alrededor del 30 % de la población urbana y el 41 % del comercio en el departamento de Puno. 
La provincia de San Román es la que más creció en población en los últimos diez años, según los resultados del censo 2017. La ciudad calcetera en 2007 tenía 240 776 habitantes. Esta cifra creció exponencialmente en 307 417 al 2017. Demográficamente creció 28 %. 

### Hidrografía
- Río Coata: Nace de la confluencia de los ríos Lampa y Cabanillas, recorre 49.5 km desembocando en el lago Titicaca a 3810 m s. n. m, cerca de la península de Capachica a 15°36’ latitud sur y 69°55’ longitud oeste.
- Lagunas: Destaca la laguna de Saracocha en el distrito de Cabanillas, ubicada a una altitud de 4135 m s. n. m., entre las coordenadas 70°37’ longitud oeste y 15°46’ latitud sur; tiene una superficie de 14.00 km², un perímetro de 32,77 km y una profundidad estimada en 75.30 m; pertenece a la cuenca del río Coata. La laguna Saracocha tiene un desnivel relativo de 18,80 m respecto a la laguna Lagunillas. Es decir que Saracocha se encuentra por debajo del nivel de Lagunillas.

La laguna de Saracocha es considerada como una importante reserva hídrica, y, gracias a la construcción de la represa de Lagunillas, se tiene previsto irrigar las pampas de Cabanillas, Cabana, Mañazo y otras zonas adyacentes. En un futuro cercano, sus aguas también serán canalizadas y conducidas hacia las ciudades de Juliaca y Puno para que, previo tratamiento, sean consumidas por las familias de estas localidades. Esta laguna y los ríos que surcan el territorio provincial se caracterizan por su variedad de aves y peces, destacando la trucha y el pejerrey.

### Clima
El clima de la provincia de San Román es cambiante y tiene las siguientes características generales:
- Es frígido, ventoso y con escasa humedad.
- Predomina el contraste térmico. Hay períodos en que el frío y el calor devienen en insoportables.
- En épocas de lluvias, generalmente entre enero y marzo, suelen hacerse presente granizadas, *nevadas, truenos, relámpagos y rayos.
- Los vientos de diversa forma e intensidad son frecuentes.

## División administrativa
La provincia se divide en cinco distritos:
| Bandera | Distrito   | Escudo | Capital    | Ubicación |
| ------- | ---------- | ------ | ---------- | --------- |
|         | Cabana     |        | Cabana     |           |
|         | Cabanillas |        | Deustua    |           |
|         | Caracoto   |        | Caracoto   |           |
|         | Juliaca    |        | Juliaca    |           |
|         | San Miguel |        | San Miguel |           |

## Autoridades

### Regionales
- Consejeros regionales
  - 2023-2026[3]

  1. María Mamani Apaza	 (Moral y Desarrollo
  2. Percy Quispe Miranda	(Reforma y Honradez por Más Obras)

### Municipales
- 2019-2022[4][5]
  - Alcalde: David Sucacahua Yucra, del Movimiento de Integración por el Desarrollo Regional (Mi Casita).
  - Regidores:

  1. Pierina Michelly Gamero-Andrade Sandoval (Movimiento de Integración por el Desarrollo Regional, Mi Casita)
  2. Fritz Eliot Alarcón Apaza (Movimiento de Integración por el Desarrollo Regional, Mi Casita)
  3. Rony Apaza Mamani (Movimiento de Integración por el Desarrollo Regional, Mi Casita)
  4. William Evony Humpire Castro (Movimiento de Integración por el Desarrollo Regional, Mi Casita)
  5. Delia Eulalia Ccalla Ortiz (Movimiento de Integración por el Desarrollo Regional, Mi Casita)
  6. Mauricio Viamonte Calderón (Movimiento de Integración por el Desarrollo Regional, Mi Casita)
  7. Fredy Franklin Trujillo Mamani (Movimiento de Integración por el Desarrollo Regional, Mi Casita)
  8. Freddy Aurelio Caira Machaca (Movimiento de Integración por el Desarrollo Regional, Mi Casita)
  9. Rildo Paul Tapia Condori (Poder Andino)
  10. Johny Godofredo Cruz Ochoa (Poder Andino)
  11. Ruly Reneé Lima Vargas (Frente Amplio para el Desarrollo del Pueblo)
  12. Eloy Chura Calla (Moral y Desarrollo)
  13. José Luis Mamani Mamani (El Frente Amplio por Justicia, Vida y Libertad)

### Policiales
- Comisaría Sectorial Policial de Juliaca
  - Comisario: Comandante PNP David Pineda Velásquez[6]

### Religiosas
- Diócesis de Puno[7]
  - Obispo: Mons. Jorge Carrión Pavlich[8]
- Parroquia Santa Catalina de Alejandría
  - Párroco: Pbro. Reynaldo Gamarra Denos

## Educación

### Instituciones educativas
- Universidades
  - Universidad Nacional de Juliaca (UNAJ)
  - Universidad Andina Néstor Cáceres Velásquez (UANCV)
  - Universidad Peruana Unión (UPEU)
- Colegios secundarios
  - Colegio Nacional Politécnico Industrial Regional Los Andes

## Economía
La mayor parte de la población provincial se concentra en la ciudad de Juliaca, que se ha convertido en el emporio comercial, financiero e industrial del sur del Perú, y en donde la industria de la construcción avanza. La población de los demás distritos se caracteriza por su ruralidad siendo sus actividades preponderantes las siguientes:
- La agricultura, destacando los cultivos de papa, quinua, cebada y avena forrajera. En pleno siglo XXI, predomina aún el uso de herramientas ancestrales como la chakitajlla, la raukana, la wajtana, la k’upana, etc. La construcción de canales de irrigación, que ya está en marcha, viene ampliando los campos de sembrío.
- Las actividades pecuaria, generalmente se expresa en la ganadería, extensiva de vacunos y ovinos. La presencia de empresas lácteas viene alentando la cría de vacas lecheras, lo cual repercute en la mejora de la calidad de vida de las familias dedicadas a esta actividad. También se crían porcinos, cuyes, llamas, aves de corral, etc.
- El comercio de productos agropecuarios (papa, quinua, avena, chuño, tunta, carne, charqui, leche, queso, etc.) generalmente es para satisfacer la subsistencia familiar. Cada capital de distrito e inclusive cada comunidad organiza ferias semanales para comercializar y/o intercambiar sus productos.
- La artesanía, expresada mayormente en el arte textil, ya viene atendiendo las demandas internacionales. Es notable los tejidos de chompas, chalinas, guantes, chullos, escarpines, pantalones, adornos, objetos en miniatura, etc., para ello se utiliza la lana de nuestros auquénidos y las decoraciones son con motivos tradicionales. Asimismo destacan los trabajos en curtiembre y la producción de objetos de paja, cebada o avena (Ejm. sogas, sombreros, esteras, etc.).
- El transporte se viene intensificando gracias a la carretera asfaltada que une las ciudades de Juliaca-Arequipa y Juliaca-Puno. La mayoría de las poblaciones y comunidades ya cuentan con medios de transporte motorizado que facilita la movilización social interna.
- La pesca artesanal se practica en los ríos y lagunas de la provincia.

En los últimos años, estas poblaciones vienen comprendiendo la importancia del uso de tecnología moderna y orientación científica, los mismos que conjugados con tecnologías ancestrales vienen mejorando sus actividades tradicionales.

## Demografía
La provincia de San Román abarca el 3,2 % de territorio, el 41 % del comercio, tiene una población que abarca el 18,9 % del total regional. Es decir, 240 776 habitantes, lo que nos indica una alta densidad poblacional especialmente concentrada en la ciudad de Juliaca, y un IDH (índice de desarrollo humano) alto.
La distribución de la población económicamente activa es muy distinta al promedio general del departamento de Puno, esto debido fundamentalmente al mayor IDH, y la mayor urbanidad que presenta la provincia de San román, mientras el sector primario representa cerca del 46 % de la PEA en el departamento de Puno, en la provincia de San Román tan solo representa el 8,8 %, la actividad manufacturera (sector secundario) que en la región de Puno representa el 6,2 % en la provincia es de 13,6 % y el comercio que representa en la región alrededor del 12,7 % en la provincia es de 26,5 %, así también sectores como el transporte y las comunicaciones se hallan más desarrollados y ocupan más PEA en la provincia de San Román que en el resto del departamento de Puno.

## Capital
La ciudad capital es Juliaca, la más urbana del departamento de Puno, junto con Caracoto, con una población de 225 146 (censo de 2007) habitantes, concentra el 93,5 % de la población de la provincia de San Román.

## Festividades
- Febrero: Carnavales
- Mayo: Fiesta de las Cruces